# Sorindeia africana
Sorindeia africana är en sumakväxtart som först beskrevs av Adolf Engler, och fick sitt nu gällande namn av Van der Veken. Sorindeia africana ingår i släktet Sorindeia och familjen sumakväxter. Inga underarter finns listade i Catalogue of Life.